# Brigadas Al-Nasser Salah Al-Din
Las Brigadas Al-Nasser Salah Al-Din (en árabe: ألوية الناصر صلاح الدين) son el brazo militar de los Comités de Resistencia Popular, un conjunto de varias organizaciones armadas palestinas que operan en la Franja de Gaza.

## Introducción
Las Brigadas Al-Nasser Salah Al-Din son consideradas como una organización terrorista por Israel y los Estados Unidos. Su comandante, Rafat Harev Hussein Abu Hilal, fue asesinado por fuerzas israelíes el 19 de octubre de 2023, durante la guerra en Gaza.

## Historia
Estas brigadas participaron en la Operación Ilusión Dispersiva (en árabe: الوهم المتبدد), que resultó en la captura del soldado israelí Guilad Shalit. El grupo también es conocido por hacer estallar un carro de combate Merkava, el principal carro de combate de las Fuerzas de Defensa de Israel (FDI). 
Las brigadas lucharon durante la Guerra de Gaza desde diciembre de 2008 hasta enero de 2009. Imad Hammad, líder de las Brigadas Al-Nasser Salah Al-Din, murió en un ataque de las FDI ocurrido en la ciudad palestina de Rafah el 18 de agosto de 2011. El grupo también participó en el conflicto entre Israel y Gaza de 2014. La muerte de uno de sus miembros en una incursión israelí fue una de las razones del estallido de los enfrentamientos entre Gaza e Israel en noviembre de 2018.